# Brenden Aaronson
Brenden Russell Aaronson (* 22. Oktober 2000 in Medford, Burlington County, New Jersey) ist ein US-amerikanischer Fußballspieler auf der Position eines Mittelfeldspielers, der aktuell bei Leeds United unter Vertrag steht.

## Vereinskarriere

### Karrierebeginn
Brenden Aaronson wurde am 22. Oktober 2000 als Sohn von Janell und Rusty Aaronson im Township Medford im US-Bundesstaat New Jersey geboren und wuchs zusammen mit seinem Bruder Paxten und der Schwester Jayden an der Jersey Shore auf. Bereits in seiner Kindheit begann er im Keller bzw. im Garten seines elterlichen Hauses mit dem Fußballspielen. Trainiert wurde er ab dieser Zeit vor allem von seinem Vater, der heute unter anderem Trainer beim Nachwuchsausbildungsverein Real Jersey Football Club in Medford ist. So spielte er mehrere Jahre beim Medford Soccer Club, ehe sein Vater den Ausbildungsverein Real Jersey FC gründete. Als 13-Jähriger schaffte er den Sprung in die Jugendabteilung des Major-League-Soccer-Franchises Philadelphia Union. Zu diesem Zeitpunkt hatte er gerade sein Freshman-Jahr an der Shawnee High School in seiner Heimatstadt Medford abgeschlossen. Seine weitere Schulbildung erhielt er ab dem Sophomore-Jahr an der YSC Academy in Wayne, Pennsylvania, einer privaten High School, die speziell auf die Jugendabteilung von Philadelphia Union ausgerichtet ist und den jungen Spielern neben dem Sport auch eine schulische Ausbildung garantiert. In der Anfangszeit trainierte er in der Akademie von Philadelphia Union und trug seine Spiele für die Organisation seines Vaters aus, ehe er seinen Fokus komplett auf die Akademie richtete.
Bereits in der Saison 2015/16 kam er, wenn auch nicht immer von Beginn an, als regelmäßig eingesetzter Spieler in der U-15-/U-16-Akademiemannschaft von Philadelphia Union zum Einsatz. Neben 18 Spielen (und zwei Toren) in der regulären Spielzeit brachte er es 2015/16 zudem auf zwei Einsätze in den saisonabschließenden Play-offs. Aufgrund seiner nunmehrigen Erfahrung fungierte er in der Spielzeit 2016/17 bereits als Stammspieler in besagter Mannschaft und absolvierte in der regulären Saison 20 Ligapartien, von denen er in 17 von Beginn an startete, und steuerte sechs Treffer bei. Hinzu kamen auch noch drei Einsätze und ein Tor in den abschließenden Play-offs. Des Weiteren wurde der zumeist offensiv eingesetzte Mittelfeldakteur in fünf Meisterschaftsspielen der U-17-/U-18-Mannschaft der Akademie eingesetzt.

### Erste Einsätze im Profifußball
Rund zweieinhalb Wochen nach Ende der Play-offs der Saison 2016/17 kam ein Akademietrainer von Philadelphia Union auf den damals noch 16-jährigen Aaronson zu und vermittelte ein Probetraining bei Bethlehem Steel, dem USL-Partner-Franchise von Philadelphia Union mit Spielbetrieb in der zweitklassigen United Soccer League. Da er beim Training überzeugte, wurde er von den Trainern für das nächste Spiel gegen die Pittsburgh Riverhounds in den Kader aufgenommen, um von der Bank aus weitere Erfahrung zu sammeln. Da jedoch der zentrale Mittelfeldspieler Chris Wingate in der 39. Minute verletzungsbedingt ausfiel, kam Aaronson beim 1:1-Heimremis seines Teams am 15. Juli 2017 zu seinem Profidebüt, als er von Trainer Brendan Burke in der 42. Spielminute für den verletzten Norweger eingewechselt wurde. In weiterer Folge erhielt Aaronson beim USL-Franchise einen Vertrag als unbezahlter Amateur, der es ihm offen hielt, nach dem High-School-Abschluss ein Studium an einer Universität aufzunehmen. Als bezahlter Profi wäre ihm diese Möglichkeit verwehrt geblieben. Danach saß er des Öfteren auf der Ersatzbank von Steel und absolvierte im August seinen zweiten Profiligaeinsatz, als er bei einer 0:1-Auswärtsniederlage gegen Charlotte Independence für Anthony Fontana, mit dem er bereits in seiner Anfangszeit bei Philadelphia Union zusammenspielte, auf den Rasen kam. Zum Saisonende hin absolvierte er im Oktober 2017 vier weitere Meisterschaftsspiele (darunter ein Play-off-Spiel) und kam dabei erstmals auch über die volle Spieldauer zum Einsatz. Parallel dazu war er 2017/18 bereits fest in der U-18-/U-19-Mannschaft verankert und brachte es in dieser Spielzeit auf 14 Einsätze in der regulären Saison, von denen er in allen von Beginn an am Rasen war, wobei er auch sechs Tore erzielte.
In das Spieljahr 2018 startete Aaronson ebenfalls mit einem Amateurvertrag, da er sich im Laufe dieser Spielzeit für eine von fünf bevorzugten Universitäten (Indiana, Pitt, Stanford, Georgetown und Wake Forest) entscheiden wollte Gleich von Beginn an gehörte Aaronson zum Aufgebot, saß aber vornehmlich auf der Ersatz und wurde bis Mitte April 2018 nur zwei Mal kurz eingesetzt. Um Spielpraxis zu sammeln kam er zurück an die Akademie, wo er fortan wieder als Stammspieler der U-18-/U-19-Mannschaft in Erscheinung trat. Erst drei Monate später kehrte er wieder zurück zur Profimannschaft und brachte es zu einem weiteren Kurzeinsatz. Ab der 20. Meisterschaftsrunde setzte ihn Brendan Burke daraufhin größtenteils als Stammspieler im offensiven Mittelfeld ein, wobei der 17-Jährige gleich in seiner ersten Partie über die volle Spieldauer ein Tore, sowie ein Remis bei einem 4:1-Heimsieg über Atlanta United 2 beisteuerte. Auch danach fungierte der Spielmacher des Öfteren als Vorlagengeber und wurde bis zum Saisonende in allen restlichen Partien eingesetzt. Nach dem Erstrundenaus in den Play-offs des Spieljahres 2017 schafften es Bethlehem Steel im Jahr 2018 zumindest in die zweite Runde, unterlag in dieser jedoch erneut dem Louisville City FC. Aaronson war auch in diesen beiden Partien von Beginn an im Einsatz. Insgesamt kam er 2017 in 16 Ligapartien zum Einsatz, erzielte ein Tor und machte fünf Torvorlagen; hinzu kommen noch die zwei genannten Play-off-Spiele. Des Weiteren absolvierte er 2018/19 sechs Spiele für das U-18-/U-19-Team, für das er fünf Tore erzielte.

### Wechsel in die Major League Soccer

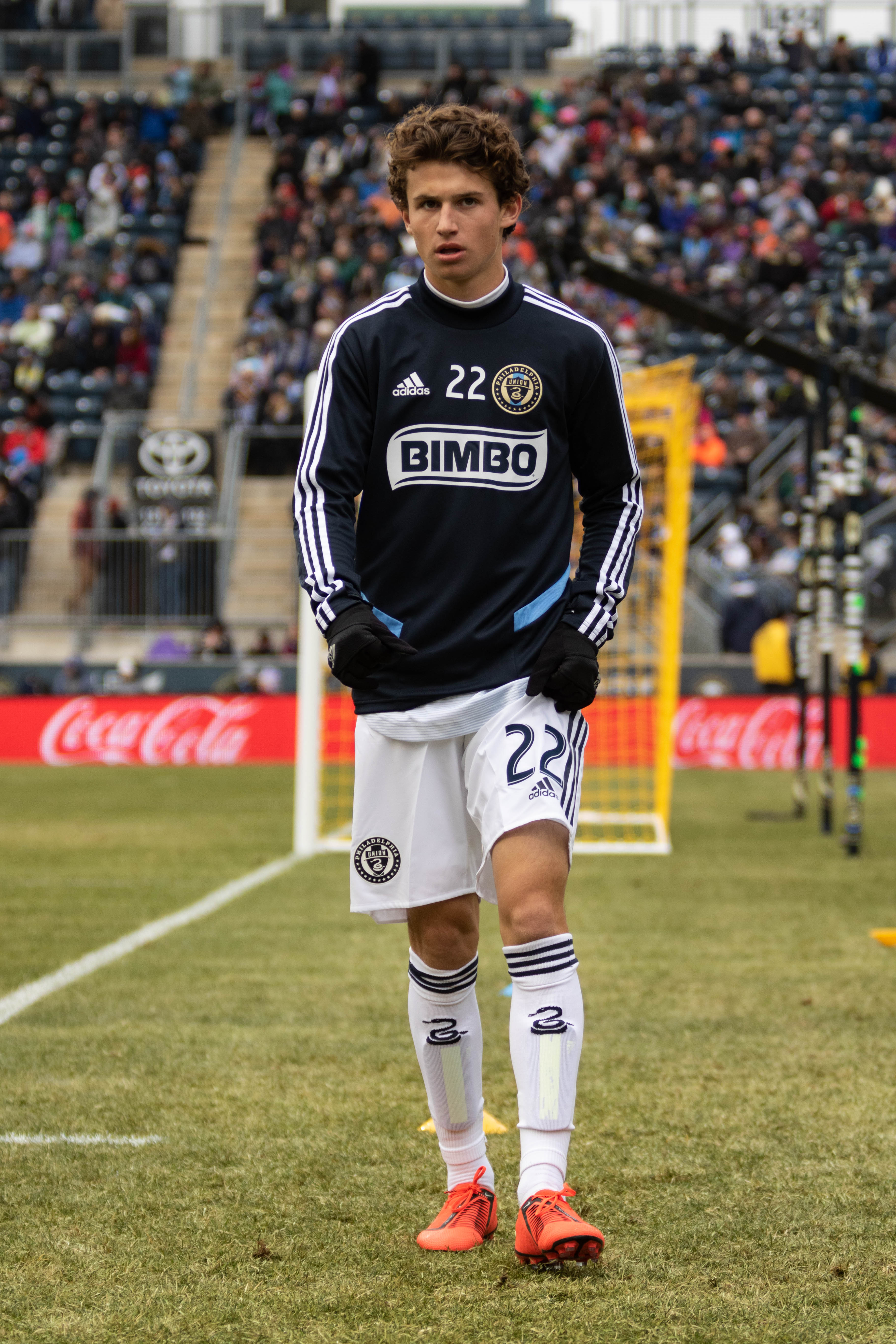
Aaronson als Spieler von Philadelphia Union (2019)

Nachdem er bereits im November 2017 der Indiana University Bloomington seine mündliche Zusage erteilt hatte und bereit war ab 2019 für deren erfolgreiche Herrenfußballmannschaft in der renommierten Universitätssportabteilung zu spielen, lehnte er im September 2018 das Angebot der Universität ab und unterschrieb stattdessen seinen ersten Profivertrag beim Haupt-Franchise Philadelphia Union. Beim Franchise erhielt er einen Dreijahresvertrag beginnend mit dem Spieljahr 2019.

### Wechsel nach Österreich
Im Januar 2021 wechselte Aaronson nach Österreich zum FC Red Bull Salzburg, bei dem er einen bis Juni 2025 laufenden Vertrag erhielt. Dort absolvierte er in seiner ersten Halbsaison 20 Spiele und schoss dabei fünf Tore in der Bundesliga. Mit Salzburg holte er zu Saisonende das Double aus Pokal und Meisterschaft. Im Pokal trug er mit jeweils einem Tor im Halbfinale gegen den SK Sturm Graz und im Finale gegen den LASK zum Titelgewinn maßgeblich bei. In der Saison 2021/22 holte er mit Red Bull erneut das Double, in der Liga kam er diesmal in seiner ersten vollen Spielzeit zu 26 Einsätzen und machte vier Tore. Mit Salzburg qualifizierte er sich für die UEFA Champions League und erreichte mit seiner Mannschaft das Achtelfinale, der US-Amerikaner kam in allen acht Partien in der Startelf zum Zug.

### Wechsel nach England
Nach eineinhalb Jahren in Österreich wechselte Aaronson zur Saison 2022/23 nach England zu Leeds United, wo er einen bis Juni 2027 laufenden Vertrag erhielt. In Leeds trifft er auf seinen Landsmann Jesse Marsch, der ihn im Herbst 2020 nach Salzburg geholt hat.

### Leihe nach Deutschland
Im Sommer 2023 wurde er für eine Spielzeit nach Deutschland zum Bundesligisten 1. FC Union Berlin verliehen.

## Nationalmannschaftskarriere
Erste Erfahrungen in einer Nationalauswahl des US-amerikanischen Fußballverbands sammelte Aaronson in der US-amerikanischen U-14-Auswahl. In diese wurde er im September 2013 vom damaligen U-14-Nationaltrainer Tony Lepore einberufen. Im März 2015 holte ihn John Hackworth für ein Trainingscamp in Fort Lauderdale im US-Bundesstaat Florida in die U-15-Nationalmannschaft seines Heimatlandes. Im Mai 2015 war er einer von 58 Spielern, die am Boys’ National Team Futures Training Camp in Carson, Kalifornien, teilnahmen. Unter John Hackworth nahm der damals 14-Jährige im August 2015 an einem zehntägigen Trainingscamp mit zwei Länderspielen gegen die englischen Alterskollegen in England teil. Während er beim 2:2-Remis im Hinspiel als Ersatzspieler fungierte, kam er beim anschließenden 3:3-Remis drei Tage später von Beginn an zum Einsatz. Für ein weiteres Anfang November 2015 an der IMG Soccer Academy in Bradenton, Florida, stattfindenden Trainingscamp war Aaronson ebenfalls im Kader der US-amerikanischen U-15-Nationalauswahl. Hierbei kam er in drei Trainingsspielen der in mehrere Teams aufgeteilten und gegeneinander antretenden U-15-Nationalelf zum Einsatz. Im darauffolgenden Jahr 2016 schaffte es Aaronson zudem zu einer Einberufung in die U-17-Nationalmannschaft der Vereinigten Staaten.
Sein Debüt für die A-Nationalmannschaft gab er im Februar 2020 in einem Testspiel gegen Costa Rica.

## Erfolge
Philadelphia Union
- MLS Supporters’ Shield Sieger: 2020

FC Red Bull Salzburg
- Österreichischer Meister: 2021, 2022
- Österreichischer Cupsieger: 2021, 2022

Nationalmannschaft
- CONCACAF Nations League Sieger: 2021, 2023, 2024

Individuelle Auszeichnungen
- MLS Best XI: 2020

## Privates
Sein jüngerer Bruder Paxten ist ebenfalls Profifußballer und spielt momentan leihweise beim FC Utrecht In den Niederlanden.